# Mecometopus simoni
Mecometopus simoni là một loài bọ cánh cứng trong họ Cerambycidae.